# Tshopo (provincie)
Tshopo is een provincie van de Democratische Republiek Congo. Het gebied ligt centraal in de DR Congo, heeft een oppervlakte van net geen 200.000 vierkante kilometer, waarmee het de grootste van de provincies van het land is, en had in december 2005 naar schatting 2,6 miljoen inwoners. De provincie is genoemd naar de Tshopo-rivier die erdoorheen stroomt. De provinciehoofdstad is Kisangani.

## Bestuurlijke herindeling
Sinds de administratieve fusie van 1966 maakte het voormalige district Tshopo deel uit van de noordoostelijke provincie Haut-Congo, die in 1997 werd hernoemd tot Orientale.
De provincie Orientale bestond uit drie districten, waaronder Tshopo. In de constitutie van 2005 werd voorzien dat de Congolese districten worden gepromoveerd tot provincie. Tshopo werd een aparte provincie.
De geplande datum was februari 2009, een datum die ruim werd overschreden. De provinciale herindeling ging uiteindelijk pas in juni 2015 in.

## Grenzen
Tshopo ligt in het noordoosten van Congo, ingesloten tussen acht andere provincies:
- Bas-Uele ten noorden
- Haut-Uele ten noordoosten
- Ituri ten oosten
- Noord-Kivu ten zuidoosten
- Maniema ten zuiden
- Sankuru in het uiterste zuiden
- Tshuapa ten westen
- Mongala ten noordwesten.

* = een stadsprovincie